# Jean-Marie Villot
Jean-Marie kardinál Villot (10. listopadu 1905, Saint-Amant-Tallende, Puy-de-Dôme – 9. března 1979, Řím) byl francouzský římskokatolický biskup, posléze působící v římské kurii, v letech 1969–1979 jako kardinál státní sekretář.